# VEED Festival 2018
Op het VEED Festival 2018 werden de VEED Awards van 2018 toegekend. Het festival vond plaats in de Club Panama in Amsterdam op 24 maart 2018. De presentatie was in handen van Défano Holwijn. Het festival werd bedacht door Kelvin Boerma, Peter de Harder en Mert Ugurdiken en producenten Omar Kbiri, Jacqueline Vizee en Viola Welling.

## Genomineerden en winnaars 2018
Hieronder de volledige lijst van genomineerden in elke categorie. De winnaars zijn in het vet aangeduid.
| Categorie                            | Genomineerden Winnaars |
| ------------------------------------ | --- |
| Beste Mannelijke YouTuber            | Kelvin Boerma Enzo Knol Giovanni Latooy Dylan Haegens Furtjuh |
| Beste Vrouwelijke YouTuber           | BeautyNezz Bo Beljaars Dionne Slagter MeisjeDjamila Marije Zuurveld |
| Beste YouTube Kanaal                 | StukTV De Bellinga's Enzo Knol Girlys Blog Kalvijn |
| RTL Boulevard Award                  | Shelly Sterk Anna Nooshin Tim Hofman Nick en Simon Fred van Leer |
| Beste Comedy Channel                 | Kelvin Boerma Quinsding Dylan Haegens DiiggyS Jesse Hoefnagels |
| Beste Gaming YouTuber                | Wouter van der Vaart Enzo Knol Milan Knol Bo Beljaars GameMeneer |
| Beste Vlogger                        | Enzo Knol De Bellinga's Giovanni Latooy Nathan Vandergunst Boncolor |
| Beste YouTube Video                  | Alleen van Ella en Sam Real life fruit ninja met broertje van Hanwe Chang Muziek verandert ons van Jeroen van Holland Nu al miljonair van Kelvin Boerma Tijd voor de waarheid van Vet Gezellig |
| Beste Beauty YouTuber                | Mascha Feoktistova BeautyNezz Nikkie de Jager Jessie Maya ShelingBeauty |
| Beste Muziek YouTuber                | MeisjeDjamila Famke Louise Iness Aznou Simon De Wit Teske de Schepper |
| Beste Nieuwkomer                     | Glowmovies Nina Schotpoort Selma Omari Sophie Ousri Spaze |
| Beste Instagrammer                   | Stefan De Vries Fource Kwartoverhalf Kingfais_ Vriendl00s |
| Beste Fanaccount                     | xonnedifan _x.lilkleine.x_ Justingeuze_ Foreverbeautynezz love_fource |
| Beste YouTube Serie                  | Menstruatie Challenge van BENR Cliffhanger van Dylan Haegens Het Jachtseizoen van StukTV Jongens lezen de Girlz van Korthom Ezki's schoolleven van Open Rotterdam                              |
| AD Journalistieke aanmoedigingsprijs | Thomas van der Vlugt Peter de Harder Vet Gezellig Salahedinne |
| Beste Muser                          | Stien Edlund Anne-Jet Sikkink Nina Schotpoort Isa Smid Beau Potman |
| Beste Twitcher                       | Shanna Nina ToastmanGames MSSH xSyoss Lekker Spelen |